# Capanna Pian di Crest
La capanna Pian di Crest o capanna Piano delle Creste è un rifugio alpino situato nel comune di Cevio, nel Canton Ticino, nelle Alpi Lepontine a 2.108 m s.l.m.

## Storia
Fu inaugurata nel 1984, e fu ristrutturata nel 1990.

## Caratteristiche e informazioni
La capanna è disposta su due piani, con refettorio unico per un totale di 42 posti. sono a disposizione piani di cottura sia a legna che a gas, completi di utensili di cucina. C'è un ampio piazzale esterno con tavoli e fontana.

## Accessi
- San Carlo 960 m - Loderio è raggiungibile anche con i mezzi pubblici. - Tempo di percorrenza: 3,30 ore - Dislivello: 1.100 metri - Difficoltà: T2
- Rosèd 741 m - Rosèd è raggiungibile anche con i mezzi pubblici. - Tempo di percorrenza: 5 ore - Dislivello: 1.400 metri - Difficoltà: T3
- Foroglio 684 m - Foroglio è raggiungibile anche con i mezzi pubblici. - Tempo di percorrenza: 7 ore - Dislivello: 1.450 metri - Difficoltà: T3.

## Ascensioni
- Basòdino 3.273 m - Tempo di percorrenza: 5 ore - Dislivello: 1200 metri - Difficoltà: T6.
- Laghetti della Crosa 2.153 m[1] - Tempo di percorrenza: 3 ore - Dislivello: 500 metri - Difficoltà: T3.

## Traversate
- Capanna Basòdino 5 ore
- Rifugio Maria Luisa 6 ore (I)
- Capanna Grossalp 8 ore